# Аэд Беннан
Аэд Беннан (Аэд мак Кримтайнн, Айд Беннан; др.‑ирл. Áed Bennán mac Crimthainn; умер в 619 или 621) — правитель Иармуму и король Мунстера (до 619/621) из рода Лох-Лейнских Эоганахтов.

## Биография
Аэд Беннан был одним из сыновей правителя Иармуму (Западного Мунстера) Кримтанна мак Кобтайга, жившего во второй половине VI века. Его прадедом был Дауи Иарлате, владевший престолом Мунстера в конце V века. Владения семьи Аэда находились в окрестностях озера Лох-Лин.
Вероятно, после смерти отца Аэд Беннан унаследовал власть над малым мунстерским королевством Иармуму. О власти Аэда над землями Западного Мунстера сообщается в ирландских анналах. В ирландской саге «Мор Муман и жестокая смерть Куану мак Айлхина» (др.‑ирл. Mór Muman 7 Aided Cuanach meic Ailchine) упоминается на какие племена распространяли свою власть правители Иармуму VII века. Согласно этому источнику, в их подчинении находились септы Корко Лойгде, Корко Дуйбне, Корко Байскинд и Коркомруад, а также земли мунстерских Киаррайге.
Предполагается, что в 610-е годы Аэд Беннан мог овладеть и престолом всего Мунстера. Это мнение основано на данных «Анналов Тигернаха», в которых упоминается о том, что Аэд на мунстерском престоле был предшественником своего зятя Фингена мак Аэдо Дуйба из рода Кашелских Эоганахтов. Об Аэде как о правителе всего Мунстера свидетельствуется и в «Хронике скоттов». Однако в других ирландских анналах об этом не сообщается: в «Анналах Ульстера» и «Анналах Инишфаллена» о титуле Аэда Беннана не упоминается, а в «Анналах четырёх мастеров» он назван только королём Иармуму. В действительности же, если Аэд Беннан и получил престол Мунстера, то это должно было произойти или в одно время с Фингеном мак Аэдо Дуйбом, или сразу же после смерти того.
Согласно анналам, Аэд Беннан был одним из влиятельнейших правителей Мунстера первой половины VII века. В ирландских анналах сообщается, что Аэд успешно отражал все нападения врагов на свои богатые владения, но после его смерти земли Иармуму подверглись разграблению. До нашего времени сохранилось написанное поэтом середины VII века Луккретом мокку Херай стихотворение, прославляющее короля Аэда и его предков.
По свидетельству ирландских анналов, Финген мак Аэдо Дуйб скончался в 619 году. Вскоре после него умер и Аэд Беннан. Это событие современными историками датируется 619 или 621 годом. После смерти Аэда Беннана власть над Иармуму перешла к его брату Аэду Дамману. Следующем же известным из исторических источников королём Мунстера был Катал мак Аэдо из Глендамнахских (Глендамайнских) Эоганахтов.
В ирландских генеалогиях упоминается о том, что Аэд Беннан и его супруга Дамнат были родителями двух сыновей, Маэл Дуйна и Куммене. В саге «Мор Муман и жестокая смерть Куану мак Айлхина» сообщается о том, что одна из дочерей Аэда Беннана, «самая красивая и желанная» женщина Ирландии того времени Мор Муман (Мор Мунстерская; скончалась в 632 году), была второй супругой Фингена мак Аэдо Дуйба, а после смерти того стала женой Катала мак Аэдо. Об этом же повествуется и в «Мунстерской книге». Другая дочь Аэда, Руитхерн, была причиной войны между членами Лох-Лейнской и Глендамнахской ветвей Эоганахтов, известной как «распря сыновей Катала мак Аэдо с сыновьями Аэда Беннана».